# Udara manokwariensis
Udara manokwariensis is een vlinder uit de familie van de Lycaenidae. De wetenschappelijke naam van de soort is voor het eerst geldig gepubliceerd in 1915 door Joicey, Noakes & Talbot als Cyaniris manokwariensis.
De eerste specimens van deze soort werden in 1914 verzameld bij de "Angi-meren" in het Arfakgebergte in Nederlands Nieuw Guinea (thans de Indonesische provincie West-Papoea) op ongeveer 2.000 m (6.000 voet) hoogte, en nabij de kustplaats Manokwari.